# LCD C2 11
Der C2 11 der Lugano-Cadro-Dino-Bahn, abgekürzt LCD, ist ein geschlossener Personenwagen mit offenen Plattformen. Er war Teil der Anfangsausstattung der genannten Eisenbahngesellschaft, die bei ihrer Betriebseröffnung im Jahre 1911 gerade sieben Fahrzeuge besass. Der hier behandelte Wagen mit dem Spitznamen Hühnerstall, italienisch pulée, ist einer von ursprünglich zwei zweiachsigen Personenwagen der LCD, der andere war der offene Sommerwagen
C2 21.
Ende 1945 erhielt Wagen 11 die +GF+-Kupplung anstelle der Mittelpufferkupplungen mit zwei seitlichen Schraubenkupplungen. 1949 wurden die Übergänge am Wagenende aufgehoben und die Anzahl der Stehplätze von 18 auf 30 erhöht. Im Zusammenhang mit der Klassenreform 1956 wurde der Personenwagen neu als B2 11 bezeichnet. 
Nach der Umstellung auf Autobusbetrieb im Jahre 1972 wurde der überzählige Personenwagen noch im gleichen Jahr an die Gemeinde Viganello verkauft. Diese stellte ihn im Vorgarten des Kindergartens auf und renovierte den im Freien stehenden Wagen 1984.
2009 wurde er nach Tesserete auf das Areal des ehemaligen Bahnhofs überführt. Dort in der Busgarage der Autolinee Regionali Luganesi wurde der Wagen unter Mithilfe dessen Personals, der Fondazione Opera Ticinese di Assistenza per la Fanciullezza (ein Jugendhilfswerk) und der Schüler des Centro Scolastico per le Industrie Artistiche (Kunstgewerbeschule) umfassend aufgearbeitet, wo er auf Anfrage hin auch besichtigt werden kann. 